# 楊在堯
杨在尧（?—?），唐朝仙游（今屬福建）人。
其祖先自華陰（今属陕西）入閩，定居仙游。生卒年不詳。早年在东山读书，天祐二年（905年）归系榜进士及第，官右补阙。又曾官循州刺史。晚年辞官，在東山書院讲学。有文集10卷，早佚。有子楊崇鼎，是陈洪进女婿。杨在尧墓位于仙游县度尾镇剑山村杨泗宫后山。